# St. Johannes Baptist (Dermsdorf)

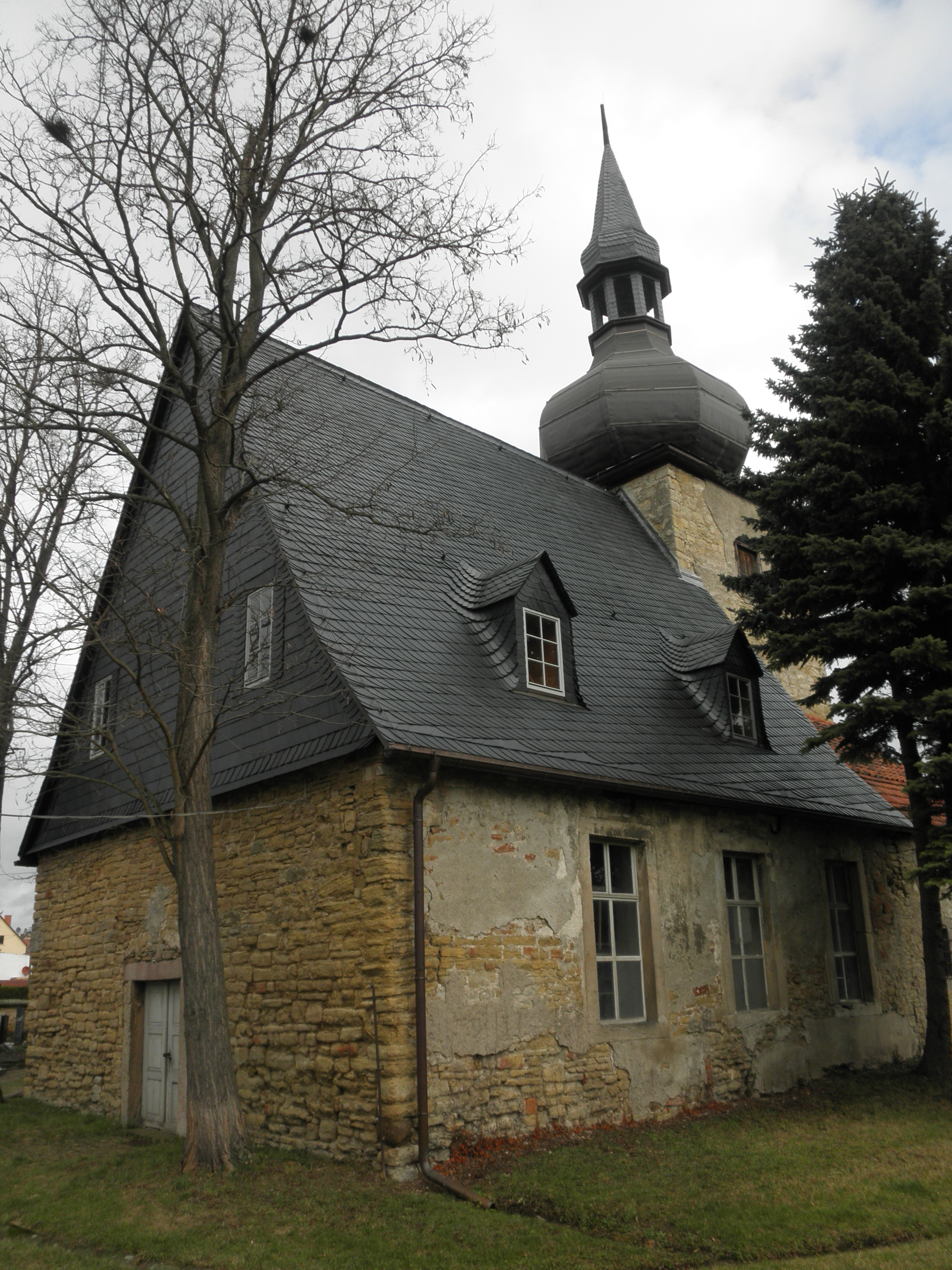
Dermsdorf Kirche

Die evangelische Dorfkirche St. Johannes Baptist steht im Ortsteil Dermsdorf der Stadt Kölleda im Landkreis Sömmerda in Thüringen. Sie gehört zum Pfarrbereich Kölleda im Kirchenkreis Eisleben-Sömmerda der Evangelischen Kirche in Mitteldeutschland.

## Geschichte
Die schlicht gehaltene aus Natursteinen errichtete Dorfkirche besteht aus Chorturm, barockem Kirchenschiff und Sakristeianbau an der Südwand vom Kirchturm.
Der Kirchturm soll im 14. Jahrhundert errichtet worden sein. Im 19. Jahrhundert wurde das Kirchenschiff und die Sakristei angebaut. Im Chor befindet sich der Altar mit einem Kanzelkorb aus dem 17. Jahrhundert. Dort ist auch ein Ganzporträt von Martin Luther aus dem 16. oder 17. Jahrhundert angebracht.
Im Jahr 2011 förderte die Stiftung KiBa die Instandsetzung des Turmdaches, der Bekrönung und die Schwammbekämpfung. 2013 flossen weitere Mittel für das Dach, die Mauerkrone und die Schieferdeckung.